# Cd (명령어)
cd 또는 chdir은 디렉터리 변경(change directory)의 준말이며, 유닉스, 윈도우, 도스와 같은 운영체제에서 현재의 작업 디렉터리의 위치를 바꾸는 명령 줄이다. 유닉스 셸 스크립트와 윈도, 도스의 배치 파일에서 모두 사용할 수 있다.

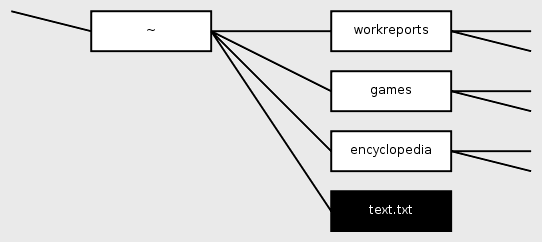
유닉스 계통 시스템의 파일 시스템의 사용자 보기는 ~로 축약되는 홈 디렉터리로 시작한다. 여기서, 트리는 더 많은 하부 디렉터리와 파일로 뻗어나갈 수 있다.

## 사용법
디렉터리는 파일을 관리하는 데 쓰이는 파일 시스템의 논리적인 부분이다. 디렉터리는 또한 다른 디렉터리를 가지고 있을 수 있다. cd 명령어는 하위 디렉터리로 변경되는 데 사용될 수 있고, 부모 디렉터리로 돌아갈 수도 있으며, 완전히 루트 디렉터리 (유닉스의 경우 /, 도스의 경우 \)로 이동할 수 있다.
text.txt라는 파일과 세 개의 하부 디렉터리를 가진 사용자의 홈 디렉터리("~"로 표시되는)를 보여 주는 유닉스 파일 시스템의 하부 섹션이 있다고 하자(오른쪽 위 그림 참조).
사용자의 현재 작업 디렉터리가 홈 디렉터리("~")인 경우, "cd games"에 이어 명령어 "ls"를 입력하면 다음과 같은 메시지를 만들어 낸다:
```
  me@host:~$ 
ls

  workreports games encyclopedia text.txt
  me@host:~$ 
cd games

  me@host:~/games$
```

사용자는 이제 "games" 디렉터리에 있게 된다.
도스에서 비슷한 세션이 있으며(버전에 따라 홈 디렉터리의 개념이 적용되지 않을 수도 있지만) 다음과 같다.:
```
  C:\> 
dir

  workreports        <DIR>       Wed Oct 9th   9:01
  games              <DIR>       Tue Oct 8th  14:32
  encyclopedia       <DIR>       Mon Oct 1st  10:05
  text        txt           1903 Thu Oct10th  12:43
  C:\> 
cd games

  C:\games>
```

## 옵션

### 유닉스에서의 옵션
유닉스의 버전에 따라 아래의 옵션이 달라질 수 있다.
- -p
- 출력에서 -l, '~', 또는, '~name'
- -n
- -v

### 도스에서의 옵션
도스의 버전에 따라 아래의 옵션이 달라질 수 있다.
- CD .. : 상위 디렉터리로 이동한다.
- CD \ : 루트 디렉터리로 이동한다.
- /D : 드라이브까지 변경된다.

## 동작 방식
cd는 명령 줄 인터프리터를 통해 만들어진 명령어이다. 명령 줄 인터프리터는 이를테면 대부분의 유닉스 셸(본 셸, tsch, 배시 등), 윈도의 cmd.exe 및 윈도우 파워 셸, 도스의 COMMAND.COM를 들 수 있다.

## 같이 보기
- Chroot

## 참조
- (영어) cd(1) – 리눅스 사용자 명령어 매뉴얼 페이지

- (영어) cd – 명령어와 유틸리티 오픈 그룹의  단일 유닉스 규격, Issue 7 참고